# Rám Čandra Poudel
Rám Čandra Poudel (nepálsky: राम चन्द्र पौडेल; narozen 15. října 1944) je nepálský politik, od března 2023 třetí nepálský prezident. Bývalý vysoký představitel Nepálského kongresu Poudel byl zvolen prezidentem 9. března 2023.

## Politický život
Ve volbách do Ústavodárného shromáždění v roce 2008 byl zvolen z volebního obvodu Tanahu-2 a získal 18 970 hlasů. Dne 20. června 2009 byl zvolen předsedou parlamentní strany Nepálský kongres a získal 61 hlasů proti bývalému premiérovi Šéru Bahádurovi Deubovi, který obdržel 48 hlasů.
Poudel je vysokým představitelem a členem ústředního výboru Nepálského kongresu, který po smrti předsedy strany Sušila Koirály zastával funkci úřadujícího předsedy Nepálského kongresu. Po mnoho let se aktivně podílel na organizaci strany jako člen ústředního výboru a místopředseda.

## Osobní život
Poudel se narodil 15. října 1944 v rodině farmáře z vyšší třídy v odlehlé vesnici Satiswara, která se nachází v okrese Tanahun (provincie Gandakí) v západním Nepálu. Je ženatý a má pět dětí: čtyři dcery a jednoho syna.
V roce 1970 získal titul M.A. z nepálské literatury na Tribhuvanově univerzitě v Káthmándú, se dostavil ke zkoušce v době, kdy byl zadržován ve vězení jako vůdce antipančajátu.